# Dryobotodes roboris
Dryobotodes roboris är en fjärilsart som beskrevs av Hübner-geyer 1834/35. Dryobotodes roboris ingår i släktet Dryobotodes och familjen nattflyn. Inga underarter finns listade i Catalogue of Life.